# (27667) 1979 KJ
1979 كي جاي (ويعرف أيضًا باسم (27667) 1979 كي جاي وفق تسمية الكوكب الصغير) (بالإنجليزية: 1979 KJ)‏ هو كويكب ضمن حزام الكويكبات؛ وترتيبه 27667 من حيث الاكتشاف.
اكتُشف هذا الجُرم الفلكي بواسطة ريتشارد مارتن ويست في 19 مايو 1979.

## وصلات خارجية
- (27667) 1979 KJ في قاعدة بيانات مختبر الدفع النفاث لأجرام النظام الشمسي الصغيرة

- الاكتشاف · مخطط المدار ·  العناصر المدارية · المعلمات المادية

- (27667) 1979 KJ على موقع ويكي سكاي: DSS2, SDSS, GALEX, IRAS, Hydrogen α, X-Ray, Astrophoto, Sky Map, Articles and images